# Frederic Sophie Guillaume Bos

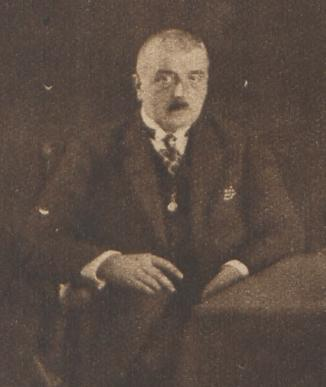
F. S. G. Bos, 1923

Frederic Sophie Guillaume Bos (1877 - Zoetermeer, 26 mei 1931) was een Nederlandse burgemeester; vanaf 1912 voor Zoetermeer en vanaf 1918 ook voor Zegwaart. Vanaf 1912 was hij ook gemeentesecretaris van Zoetermeer. In al deze functies was hij de opvolger van zijn vader Cornelis Leonardus Jacobus Bos. Van zijn vader erfde hij de ambachtsheerlijke rechten van Zoetermeer. 
Hij overleed in 1931 op 53-jarige leeftijd. Bij zijn overlijden kwam de ambachtsheerlijkheid Zoetermeer in het bezit van zijn weduwe Elisabeth Visser. 

## Onderscheidingen
- Ridder in de Orde van Oranje Nassau (1929)[2]